# Anisodes penumbrata
Anisodes penumbrata là một loài bướm đêm trong họ Geometridae.